# Gorenja vas pri Šmarjeti
Gorenja vas pri Šmarjeti este o localitate din comuna Šmarješke Toplice, Slovenia, cu o populație de 197 de locuitori.